# Rezerwat Narodowy Las Chinchillas
Rezerwat Narodowy Las Chinchillas ((hiszp.) Reserva Nacional Las Chinchillas) – rezerwat przyrody położony w okolicy miasta Illapel w chilijskiej prowincji Choapa (region Coquimbo). Park został założony w 1983 roku i funkcjonuje w ramach chilijskiego Związku Leśnictwa Narodowego CONAF (Corporación Nacional Forestal). Teren Parku i 42 kolonii leżących przy jego granicach stanowią główne stanowisko występowania na wolności szynszyli małej (Chinchilla lanigera). Poza tym jedyna, niewielka kolonia tych gryzoni występuje jedynie w okolicy chilijskiego La Higuera położonego 100 km na północ od Coquimbo.

## Fauna
Rezerwat zajmuje powierzchnię 4229 ha i jest tak zwanym rezerwatem krajowym, którego głównym celem jest ochrona Chinchilla lanigera w środowisku naturalnym. Oprócz szynszyli żyją tu koszatniczki pospolite (Octodon degus), kururo niebieskawy, należący do myszowatych Acomys (myszy kolczaste), oraz Auliscomys sublimis, andyjski gryzoń z rodziny chomikowatych. Poza gryzoniami znaleźć tu można dwa gatunki lisa, pumę, ptaki: endemiczny gatunek z rodziny przedrzeźniaczy Thenca mimus,  Perdicaria nothoprocta z rodziny kusakowatych, sowy pójdźka ziemna, myszołowiec towarzyski.

## Flora
Roślinność rezerwatu jest typowa dla suchych regionów chilijskiego matorralu, z krzewami, kaktusami i wieloma gatunkami lokalnej flory: quillay, litr maitén, carbonillo, paloyegua, guayacán, colliguay, chagual.